# Abbazia di Notre-Dame de Tamié
L'abbazia di Notre-Dame de Tamié sorge a Plancherine, in Savoia.

## Storia
L'abbazia venne fondata il 16 febbraio 1132 da una comunità di monaci cistercensi dell'abbazia di Bonnevaux, presso Vienne, guidata da Pietro, futuro vescovo di Tarantasia. L'edificio venne eretto in un sito concesso ai monaci dal conte Amedeo III di Savoia.
Nel 1677, sotto il governo dell'abate Jean-Antoine de la Forest de Somont, venne riformata sul modello dell'abbazia di Notre-Dame de la Trappe e passò alla congregazione cistercense della stretta osservanza (trappisti). Soppressa nel 1793, dopo l'invasione francese del regno di Sardegna, venne restaurata nel 1861 a opera dei monaci trappisti dell'abbazia di Notre-Dame de la Grâce-Dieu.